# Henuttaneb
Henuttaneb ókori egyiptomi hercegnő a XVIII. dinasztia idején; III. Amenhotep fáraó és Tije nagy királyi hitves lánya, Ehnaton testvére. Nevének jelentése: „minden föld úrnője”. Ez különböző változatokban (Henuttaui – „A Két Föld úrnője”, Henuttau – „A földek úrnője”) királynék gyakori címe volt, többek között Tijéé, Nofertitié, később Anheszenpaatoné, Tejéé és Mutnedzsmeté is. (Helyenként Hentmerhebként említik, de ez a különböző hieroglifák hasonlóságából adódó téves olvasat.)
Henuttaneb két jelentősebb szobron tűnik fel: a szolebi templomban (itt szüleivel és Iszet nevű testvérével együtt ábrázolják), és hatalmas kolosszuson, amely III. Amenhotep halotti templomában állt, és ma a kairói Egyiptomi Múzeum előcsarnokában áll (Henuttaneb itt szintén szüleivel tűnik fel, illetve Nebetah nevű húgával és még egy hercegnővel, akinek neve már nem olvasható a szobron). Ezenkívül ábrázolják egy karneolplaketten, amit ma a New York-i Metropolitan Művészeti Múzeum őriz, nevét pedig említik egy sztélén a Malkata-palotából, és kisebb fajansztöredékeken.
Elképzelhető, hogy III. Amenhotep valamikor feleségül vette Henuttanebet, ahogy két másik lányát, Szitamont és Iszetet. Bár a lány címei sehol nem tartalmazzák az „A király felesége” címet, nevét sok helyen kártusba írják.
Henuttaneb címei: Hórusz hitvese az ő szívében; A nagyszerű hölgy a palotában; A király lánya; A király szeretett lánya.
| H | nw · t | tA · N21 · Z1 | nb |

| H | nw · t | tA · N21 · Z1 | nb |